# Hôpital de la Charité (Brienne-le-Château)
Pour les articles homonymes, voir Hôpital de la Charité.
L'hôpital de la Charité est un hôpital situé à Brienne-le-Château, en France.

## Localisation
L'hôpital est situé sur la commune de Brienne-le-Château, dans le département français de l'Aube.

## Historique
Vers 1770 les bâtiments du prieuré de Radonvilliers furent démolis et les pierres amenées pour la construction de l'hôpital de Brienne tandis que 12 000 tuiles proviendraient de l'abbaye de Basse-Fontaine. La cloche portant l'inscription « Marguerite de Savoie, comtesse de Ligny, 1585 » pourrait quant à elle provenir des Prémontrés de Bassefontaine.
L'édifice est inscrit au titre des monuments historiques en 1941.